# Sharon Taylor (baronne Taylor de Stevenage)
Pour les articles homonymes, voir Taylor et Sharon Taylor.
Sharon Jane Taylor, baronne Taylor de Stevenage, (née en 1956) est une femme politique britannique et pair à vie. Depuis 2006, elle dirige le Stevenage Borough Council dans le Hertfordshire, en Angleterre.

## Biographie
Membre du parti travailliste, Taylor est conseillère locale en 1997, représentant sa région natale de Symonds Green, et devient chef du conseil en 2006. Avant cela, elle est responsable du soutien exécutif à la Hertfordshire Constabulary. Avant cela, elle travaille pour John Lewis et British Aerospace.
En 2008, Taylor devient conseiller du comté du Hertfordshire County Council. Aux élections générales de 2010, 2015 et 2017, elle se présente sans succès dans la circonscription de Stevenage. Elle est nommée Officier de l'Ordre de l'Empire britannique (OBE) pour ses services au gouvernement local lors des honneurs du Nouvel An 2013. En octobre 2022, elle reçoit une pairie à vie, siégeant à la Chambre des lords pour le parti travailliste,. Le 28 octobre 2022, elle est créée baronne Taylor de Stevenage et prend place le 31 octobre 2022.
Taylor est divorcée et a trois enfants.